# Abercarn
Abercarn – miasto w południowej Walii, w hrabstwie Caerphilly (historycznie w Monmouthshire), położone w dolinie rzeki Ebbw. W 2011 roku liczyło 5352 mieszkańców.
W XIX wieku funkcjonowały tu liczne kopalnie węgla, a także huty żelaza i cyny oraz zakłady chemiczne. W mieście znajdowała się stacja kolejowa, obecnie zamknięta.
11 września 1878 roku miała tu miejsce jedna z największych katastrof górniczych w historii Walii. W następstwie eksplozji zginęło wówczas co najmniej 268 górników, w tym 55 dzieci.